# Пітер Вілсон (футболіст)
Пітер Фредерік Вілсон (англ. Peter Frederick Wilson; нар. 15 вересня 1947, Феллінг, Англія) — австралійський футболіст англійського походження, ліберо.

## Клубна кар'єра
Вихованець «Сент-Меріс Бойс Клаб». У 1966 році перейшов до «Мідлсбро». У команді стати основним гравцем не зумів, тому перейшов до «Гейтсхеда». У 1969 році вирішив виїхати до Австралії. У 1969—1971 році грав у клубі «Сауз Кост Юнайтед», у футболці якого 1969 року виграв чемпіонат штату Новий Південний Уельс.
У 1972 році перейшов у «Марконі Сталліонс», якому допоміг виграти срібні нагороди чемпіонату штату Новий Південний Уельс. У 1973—1974 році поєднував кар'єру футболіста та головного тренера у клубі «Сейфвей Юнайтед». У 1975—1978 роках захищав кольори «Вестерн Сабарбс». Останнім клубом у кар'єрі футболіста Пітера Вілсона став «АПІА Лейхгардт», в якому виступав до завершення кар'єри футболіста. У 1982 році — граючий головний тренер «АПІА Лейхгардт».

## Кар'єра в збірній
У 1970 році прийняв пропозицію виступати за національну збірну Австралії. У футболці австралійської збірної дебютував 10 листопада 1970 року в переможному (1:0) матчі проти Ізраїлю в Тель-Авіві. У 1973 році Австралія вперше виборола путівку на чемпіонат світу (1974 року). На турнірі в ФРН Пітер зіграв з капітанською пов'язкою у всіх трьох матчах австралійців на груповому етапі (з НДР 0:2, ФРН 0:3 та з Чилі 0:0). Востаннє футболку збірної Австралії одягав 13 червня 1979 року в програному (0:1) матчі проти Нової Зеландії в Окленді. З 1970 по 1979 рік зіграв 65 матчів у складі національної команди, в яких відзначився 3-а голами.

## Кар'єра тренера
Пітер Вілсон двічі сходив на тренерський місток команд, в яких також виходив і на футбольне поле. У 1973—1974 роках тренував «Сейфвей Юнайтед», а в 1982 році — «АПІА Лейхгардт». Однак протягом кар'єри тренера особливих успіхів не досяг.

## По завершенні кар'єри
Пітер Вілсон зараз проживає відлюдником біля Вуллонгонга в Новому Південному Уельсі. Протягом понад двадцяти років не давав жодного інтерв'ю представникам ЗМІ. Австралійська газета відстежувала його та повідомляла, що Пітер проживає в маленькому містечку на південь від Сіднея. «Я нічого не хочу сказати», - сказав він. «Мені нічого додати».

## Досягнення

### Як гравця
«Марконі Сталліонс»
- Прем'єр-ліга штату Новий Південний Уельс
  -  Чемпіон (1): 1972

«АПІА Лейхгардт»
- Кубок Австралії
  -  Володар (1): 1982